# Negeta geta
Negeta geta är en fjärilsart som beskrevs av Embrik Strand 1917. Negeta geta ingår i släktet Negeta och familjen trågspinnare. Inga underarter finns listade i Catalogue of Life.